# Ekaterine Dadiani
Ekaterine Dadiani, född 1816, död 1883, var furstinna av Mingrelien som gift med furst David Dadiani, och regent i furstendömet Migrelien i Georgien mellan 1853 och 1857 som förmyndare för sin son furst Niko I Dadiani.  När ett uppror utbröt i Mingrelien gjorde ryssarna en militär intervention och fick henne att flytta till Ryssland med sina barn, vilket resulterade i att Mingrelien blev en del av Ryssland.